# 东阳话
东阳话为吴语中的一种方言，属金衢片（旧分婺州片)。

## 方言分布及其形成地理因素和名称
东阳方言素有南乡话和北乡话之分。大盘山北支横贯市中部，习惯称山南为南乡，山北为北乡；南乡为南江流域，北乡为北江(东阳江)流域。

## 内部差异
南乡话或北乡话，内部皆有差异。南乡话有湖溪，南马，千祥，黄田畈等地区别；北乡话有吴宁，上卢，巍山，佐村等地区别。

## 外部差异影响
边境地区受临近市（县）方言不同程度影响。千祥，南马两区带永康音。黄田畈，画溪等乡镇带有义乌音。上卢，巍山，佐村等部分分别带有诸暨，嵊州，新昌口音。
百工之乡，人才之乡的劳动流和智力流促进了语言的交流，改变了方言相对封闭的状态。扩大、更新了语言生活的范围和内容，东阳方言发展趋势逐渐靠近普通话书面语言。
大量的普通话词语不断进入方言，扩大充实方言词库。新词语的读音大多用普通话的文读音,不用或少用白读音。